# François de Tournon
François de Tournon (Tournon-sur-Rhône, 1489 - Saint-Germain-en-Laye, 22 de abril de 1562), fue un cardenal, diplomático y estadista francés. Fue arzobispo de Lyon desde 1551 hasta su muerte.

## Biografía
Hijo de Jacques de Tournon, chambelán del rey Carlos VIII de Francia, y de Juana de Polignac.
Reconocido en la corte de Francisco I, fue nombrado arzobispo de Embrun en 1517. Su capacidad de negociación es percibida por Luisa de Saboya, durante su regencia y luego por el rey, especialmente tras la derrota de Pavía. En 1526 fue nombrado Arzobispo de Bourges y luego en 1530 fue creado cardenal presbítero por el Papa Clemente VII.
En 1537, se convierte en mayordomo de la octava guerra italiana de Piamonte. En 1538, intercambia el Arzobispado de Bourges contra la Archidiócesis de Auch, más acaudalada.
Cuando Anne de Montmorency cae en desgracia, actúa como asesor y ministro de Relaciones Exteriores del rey desde 1541, sin recibir un título formal.
También fue embajador del rey Enrique II de Francia en diferentes reinos. Desde 1547 pasó ocho años en Italia. En 1551 fue nombrado arzobispo de Lyon. En 1560, se convirtió en decano del Colegio Cardenalicio y, por tanto, cardenal obispo de Ostia.
En 1560, regresó a la corte de Francia, llamado por la reina Catalina de Médici para presidir el consejo nacional encargado de la reforma de la Iglesia en Francia. Presidiendo la Conferencia de Poissy, se mostró hostil hacia las concesiones a los protestantes.
Temporalmente enterrado en Saint-Germain-en-Laye, dónde murió en 1562, su cuerpo fue trasladado a la capilla del colegio Tournon, ahora conocido como el Liceo Gabriel Faure.
| Predecesor: Jean du Bellay | Decano del Colegio Cardenalicio 1560 - 1562 | Sucesor: Rodolfo Pio de Carpi |

- Datos: Q459338
- Multimedia: François de Tournon / Q459338